# Regulae de sacra theologia
Regulae de sacra theologia, chiamato talvolta Regulae caelestis iuris, è un trattato teologico di Alano di Lilla il cui egli enuncia le 134 regole che, come postulati della geometria, fondano la “scienza della fede” cristiana. In realtà, le ultime 10 regole hanno a che fare con la filosofia naturale.

## Modelli
Come in altri casi, l’impresa è dominata dal ricordo di Severino Boezio, che all’inizio del trattato Quomodo substantiae in eo quod sint bonae sint cum non sint substantialia bona parla dei suoi Hebdomades come di un’opera che avrebbe scritto, ma in termini così oscuri che non si può assolutamente essere sicuri del loro significato. Dando spiegazioni sul metodo che si propone di seguire, Boezio vi dichiara che, come si fa di solito in matematica, egli ha proposto in primo luogo dei termini e delle regole, a partire dai quali dimostrerà quello che segue. Dal titolo oscuro e ufficioso di De Hebdomadibus Alano, nella sua ignoranza del greco, ha concluso che la parola hebdomades significasse massime, o assiomi, ma anche che la teologia potesse e anche dovesse costruirsi deduttivamente partendo da termini precedentemente definiti. Un procedimento simile era impensabile per i teologi preoccupati prima di tutto di partire dai dati della fede e dai testi della Scrittura; ma conveniva particolarmente a chi, come Alano, si proponeva di dimostrare la fondatezza della dottrina cristiana e viceversa l’infondatezza delle eresie cristiane e mondiali.
Una concezione alla base delle Regulae è il fatto che la Monade produca il molteplice, ma generi l’unità. Si tratta di una concezione che Alano deriva dal Liber Hermetis, in particolare dalla formula “Monas gignit monadem et in se suum reflectit ardorem” che lui interpreta così: se la Monade genera, non può generare che una Monade, che è il Figlio, e si aggiunge che il suo ardore si riflette su sé stessa, perché lo Spirito Santo procede dal Padre e dal Figlio.

## Contenuto
Alano parte da principi, regulae, necessari come postulati dai quali far discendere proposizioni successivamente dedotte da quelli: «ogni scienza si fonda su regole proprie… dalle quali è limitata come da confini; le regole della dialettica sono le massime, della retorica, i luoghi comuni, dell'etica, le sentenze, della fisica, gli aforismi, dell'aritmetica, i porismi, che sono regole sottili che premiano chi le cerca con sottile intelligenza; la teologia, scienza suprema, ha regole superiori alle altre per la loro sottigliezza e oscurità e mentre le altre regole hanno una necessità dubbia perché sono date dalla consuetudine, in accordo con il corso della natura, invece la necessità delle regole teologiche è assoluta perché ne fanno fede cose immutabili».
Il principio che governa l’ordine delle massime di Alano è di andare dalla più universale di tutte a quelle che essa contiene. Il modo per trovare la massima veramente prima e universale è di assicurarsi che è una “communis animi conceptio”, cioè una proposizione immediatamente evidente, che non possa essere provata da nessun’altra, e che, al contrario, possa servire a provare sé stessa. Questo primo assioma, ovvero la prima delle 134 regole di Alano, afferma che l'unità non deriva da nulla mentre ogni pluralità deriva dall'unità: ne discende che in Dio vi è somma unità e nella natura ogni pluralità.
È dalla monade che viene tutto l’essere, perché soltanto essa è ciò che è semplice ed immutabile; quanto al resto, che non rimane mai nello stesso stato, esso non è: “Sola monas est; id est solus Deus vere existit, id est simpliciter et immutabiliter ens; caetera autem non sunt, quia nunquam in eodem statu persistunt”.
Inoltre, come Teodorico di Chartres e in modo più radicale e più marcato di Boezio e di Gilberto Porretano, Alano è sostanzialmente convinto che non sia possibile riferire a Dio creatore e alla Sacra Scrittura i significato delle parole che nel linguaggio naturale sono ordinariamente riferiti alle creature di Dio. Questo perché, nella concezione di Alano, Dio non può essere soggetto di niente, ma forma pura: e come Dio è causa di tutto, tutto riceve il suo essere dalla forma. In questo senso, Dio è l’essere di tutto ciò che è, perché egli ne è la causa, ma non c’è nulla che sia l’essere di Dio, perché non c’è nulla di cui Dio partecipi. Pertanto, ritiene che la teologia debba chiarire il proprio lessico e le leggi del linguaggio teologico, e che la definizione di un significato metafisico e metaforico dei testi sacri debba essere sottoposta a un rigoroso controllo logico.
Tuttavia, se anche queste ragioni logicamente dimostrate possono indurre gli uomini a credere, esse non sono in nessun modo sufficienti a procurare loro la fede, né avrebbe merito una fede cui la ragione umana offrisse prove inconfutabili. D'altra parte non si può dimostrare l'esistenza di Dio, che è causa prima, la quale è a sua volta un postulato e perciò non dimostrabile; anche la Trinità non può essere dimostrata ma solo immaginata e la redenzione di Cristo poteva essere operata diversamente come anche l'incarnazione, che poté essere conveniente ma non necessaria e dunque entrambe non sono dimostrabili; il teologo si basa sulla fede, credit ut sciat, crede per conoscere.

## Tradizione manoscritta
De Lage enumera 53 manoscritti.
In aggiunta, Mirabile menziona:
- Aarau, Aargauische Kantonsbibliothek, Wettingen 2° 34, ff. 1r-27r (1457)
- Graz, Universitätsbibliothek 314, ff. 1r-23v (sec XV)
- Hereford, Cathedral Library O.VI.8, ff. 76r-90v (sec XII-XIII)

### Edizioni
- C. Chiurco, Le regole del diritto celeste, Officina di studi medievali, Palermo 2002
- R. De Lage, Alain de Lille, CUP, New York 1951, p. 184-186
- N. Haring, Magister Alanus de Insulis. Regulae Caelestis iuris, in “Archives d’Histoire Doctrinale et Littéraire du Moyen Age” 48, 1981, pp.97-226
- Patrologia Latina 210, Theologicae regulae, pp. 621-684
- M. Rossini, Sulle tracce di Dio, Morcelliana, Brescia 2001

### Traduzioni
- F. Hudry, Régles de théologie, suivi de Sermon sur la sphére intelligible, Parigi, 1995

### Studi
- M.D. Chenu, Une théologie axiomatique au XIIe siècle: A. de Lille, in "Citeaux" 9, 1958, pp.137-142
- R. De Lage, Alain de Lille, CUP, New York 1951, p. 184-186
- C. Vasoli, Tentativi di teologie “assiomatiche” nel tardo XII secolo, in L’Europa dei secoli XI e XII fra novità e tradizione: sviluppi di una cultura (Atti della decima settimana internazionale di studio), Milano 1989, pp.101-122